# Фёкламаркт
Фёкламаркт (нем. Vöcklamarkt) — ярмарочная коммуна (нем. Marktgemeinde) в Австрии, в федеральной земле Верхняя Австрия. 
Входит в состав округа Фёклабрук.  Население составляет 4757 человек (на 31 декабря 2005 года). Занимает площадь 27 км². Официальный код  —  41747.

## Политическая ситуация
Бургомистр коммуны — Йозеф Зикс (АНП) по результатам выборов 2003 года.
Совет представителей коммуны (нем. Gemeinderat) состоит из 31 места.
- АНП занимает 17 мест.
- СДПА занимает 11 мест.
- АПС занимает 3 места.